# NGC 4963
NGC 4963 ist eine 13,4 mag helle Radiogalaxie vom Hubble-Typ S im Sternbild der Jagdhunde. Sie wurde am 9. April 1787 von Wilhelm Herschel mit einem 18,7-Zoll-Spiegelteleskop entdeckt, der sie dabei mit „pB, vS, stellar, near and north of a small star“ beschrieb.